# Cupaniopsis samoensis
Cupaniopsis samoensis là một loài thực vật có hoa trong họ Bồ hòn. Loài này được Christoph. mô tả khoa học đầu tiên năm 1938.